# Ørjan Nyland
Ørjan Håskjold Nyland (10 de setembre de 1990) és un futbolista professional noruec que juga de porter pel Sevilla FC. És internacional amb Noruega.